# Assier
Assier (okzitanisch Assièr) ist eine südfranzösischer Ort und eine Gemeinde (commune) mit 707 Einwohnern (Stand 1. Januar 2022) im Département Lot in der Region Okzitanien (zuvor Midi-Pyrénées).

## Lage
Der Ort Assier liegt im Norden des Quercy in einer Höhe von etwa 350 m. Bis nach Figeac sind es gut 20 km (Fahrtstrecke) in südöstlicher Richtung; der bedeutende mittelalterliche Wallfahrtsort Rocamadour befindet sich etwa 33 km nordwestlich. Assier hat einen Bahnhof an der Strecke Brive – Rodez. Das Gemeindegebiet gehört zum Regionalen Naturpark Causses du Quercy. Das Klima ist gemäßigt; Regen fällt verteilt übers ganze Jahr.

## Bevölkerungsentwicklung
| Jahr      | 1800 | 1851 | 1901 | 1954 | 1999 | 2018 |
| Einwohner | 655  | 812  | 736  | 622  | 535  | 642  |

Der leichte Bevölkerungsrückgang seit der Mitte des 19. Jahrhunderts ist im Wesentlichen auf die Mechanisierung der Landwirtschaft und die Aufgabe von bäuerlichen Kleinbetrieben zurückzuführen.

## Wirtschaft
Der Ort war immer landwirtschaftlich geprägt; die Bewohner lebten als Selbstversorger. Die steinigen und kalkhaltigen Böden der Causses eignen sich jedoch nicht für den Anbau von Getreide und so gingen nahezu alle verbliebenen Bauern im ausgehenden 19. und beginnenden 20. Jahrhundert allmählich zur Milch- und Viehwirtschaft über, wobei vor allem die Schafzucht eine wichtige Rolle spielt. In den 1970er und 1980er Jahren wurden mehrere Häuser des Ortes zu Ferienwohnungen (gîtes) umgebaut.

## Geschichte

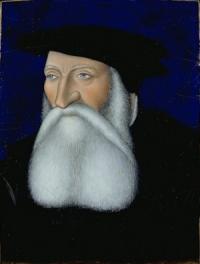
Galiot de Genouillac

Bereits in der Jungsteinzeit scheint es in der Gegend dauerhafte menschliche Siedlungen gegeben zu haben; Überreste aus dieser Epoche sind einige Großsteingräber (Dolmen) und ein Menhir im Osten bzw. Nordosten des Ortes.
Kelten und Römer haben keine Spuren hinterlassen und so beginnt die Geschichte des heutigen Orts mit einer befestigten Siedlung (bourg castral) des Mittelalters, in deren Zentrum die Burg des lokalen Grundherrn (seigneur) stand; von dieser Burg ist noch die Tour du Sal in geringen Teilen erhalten. Im 13. Jahrhundert geriet Assier in die Abhängigkeit vom Ritterorden des Hl. Johannes von Jerusalem (Malteserorden), der in der Folgezeit in Assier eine befestigte Komturei mit einer Kirche, einem Hospital und einer – außerhalb gelegenen – Lepra-Station errichtete. Während des Hundertjährigen Krieges (1337–1453) war das Quercy Schauplatz einer Vielzahl von politisch oder wirtschaftlich motivierten Übergriffen – so machten beispielsweise aus ehemaligen Freischärlern bestehende Räuberbanden lange Zeit die Gegend unsicher.
Ein Mann, dessen Name mit der Ortsgeschichte unauflöslich verbunden bleibt, ist der in Assier geborene Jacques Ricard de Genouillac, genannt Galiot de Genouillac (1465–1546), der unter drei französischen Königen (Karl VIII., Ludwig XII. und Franz I.) höchste Staatsämter bekleidete und als Diplomat von europäischem Rang angesehen wird. Um 1525 ließ er den alten Herrensitz, in welchem er das Licht der Welt erblickt hatte, abreißen; zehn Jahre später begann er mit dem Bau einer neuen vierflügeligen Schlossanlage im Stil der Renaissance, von der sich jedoch nur ein Flügel erhalten hat. Ab dem Jahre 1540 ließ er die Kirche Saint-Pierre, die er zu seiner Grabeskirche bestimmte, erbauen. Sein Sohn wurde in der Schlacht von Ceresole (1544) tödlich verwundet; von seiner Tochter hatte er einen Enkelsohn, der allerdings in der Bartholomäusnacht (1572) ermordet wurde.
Die Religionskriege (1562–1598) richteten auch in Assier Verwüstungen an, wohingegen die Ereignisse der Französischen Revolution im Süden Frankreichs kaum Spuren hinterließen. Bereits im Jahre 1788 hatte der Notar Jean-Pierre Séguy Teile der Grundherrschaft über Assier erworben, die er später an die Einwohner verschenkte, so dass jeder Bewohner des Ortes mindestens 34 Ar zugeteilt bekam. Von 1801 bis 1827 wurde Jean-Pierre Séguy mehrmals in Folge zum Bürgermeister des Ortes gewählt.
Das 19. und das beginnende 20. Jahrhundert sahen grundlegende Verbesserungen in der Infrastruktur (Eisenbahn, Straßenbau, Elektrifizierung, Wasserversorgung), im Schulwesen sowie in der Armen- und Krankenversorgung. Im Jahre 1834 wurde eine Grundschule für Jungen eingerichtet, in der das Lesenlernen 1 Franc im Jahr kostete; Lesen und Schreiben kostete 1,50 Franc und das Rechnen 2 Francs. Zwölf Schüler aus armen Familien wurden kostenlos unterrichtet. Im Jahre 1902 folgte eine Grundschule für Mädchen und 1905 wurde die allgemeine und kostenlose Schulpflicht eingeführt.

## Sehenswürdigkeiten

### Schloss Assier
mit Taubenturm

### Sonstige

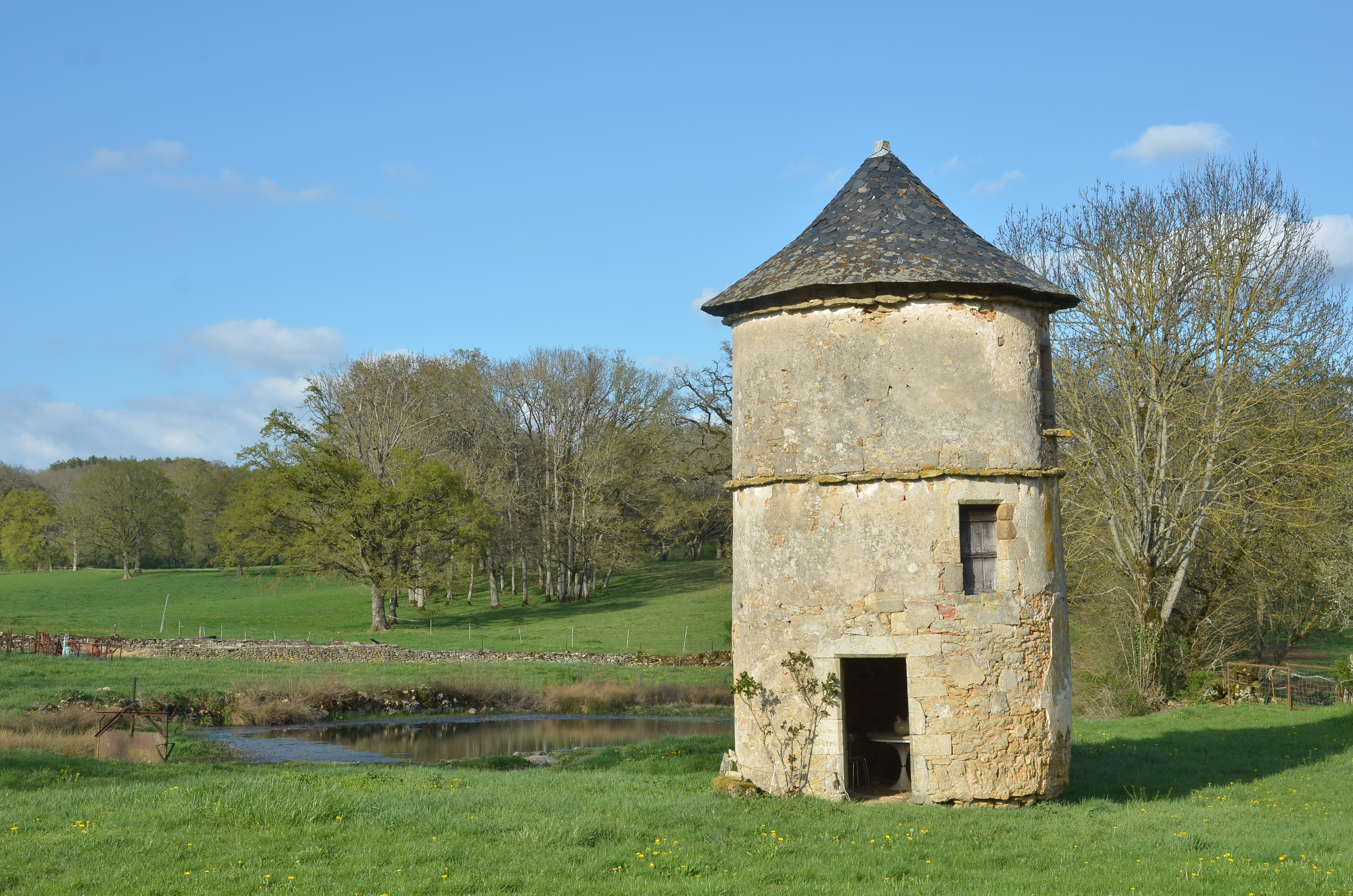
Taubenhaus beim Weiler Mons

- Zum ehemaligen Schlossgelände gehörte ein Wohnhaus (logis) aus dem 16. Jahrhundert, welches später als Scheune genutzt wurde (Grange de Bargues). Das Bauwerk wurde im Jahre 2001 als Monument historique eingestuft.[3]
- Ein ehemals zum Schloss gehörendes Taubenhaus (pigeonnier) aus dem 16. Jahrhundert wurde im Jahr 2005 als Monument historique anerkannt.[4]

Umgebung
- Das um 3000 v. Chr. errichtete Megalithgrab (dolmen) Bois de Boeufs wurde bereits im Jahr 1889 in die Liste der Monuments historiques eingetragen.[5] Die Dolmen de Garivals, Champ de Belair, Table Roux und weitere befinden sich ebenfalls auf dem Gebiet der Gemeinde.
- Beim nahegelegenen Weiler Mons steht ein weiteres Taubenhaus aus dem 17. oder 18. Jahrhundert.
- In der karstigen Umgebung der Causses du Quercy befinden sich zwei Tropfsteinhöhlen – die Grotte de Cirque und die Grotte du Fennet.

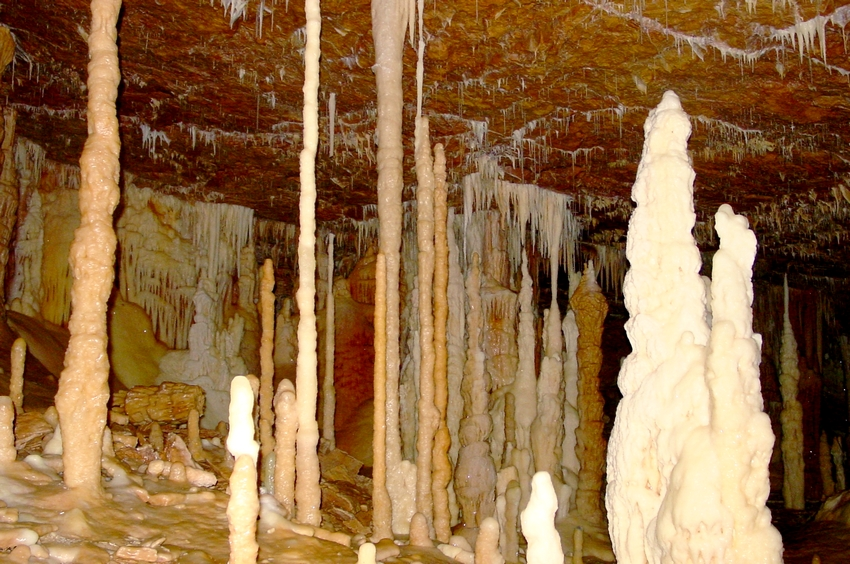
La Grotte du Cirque
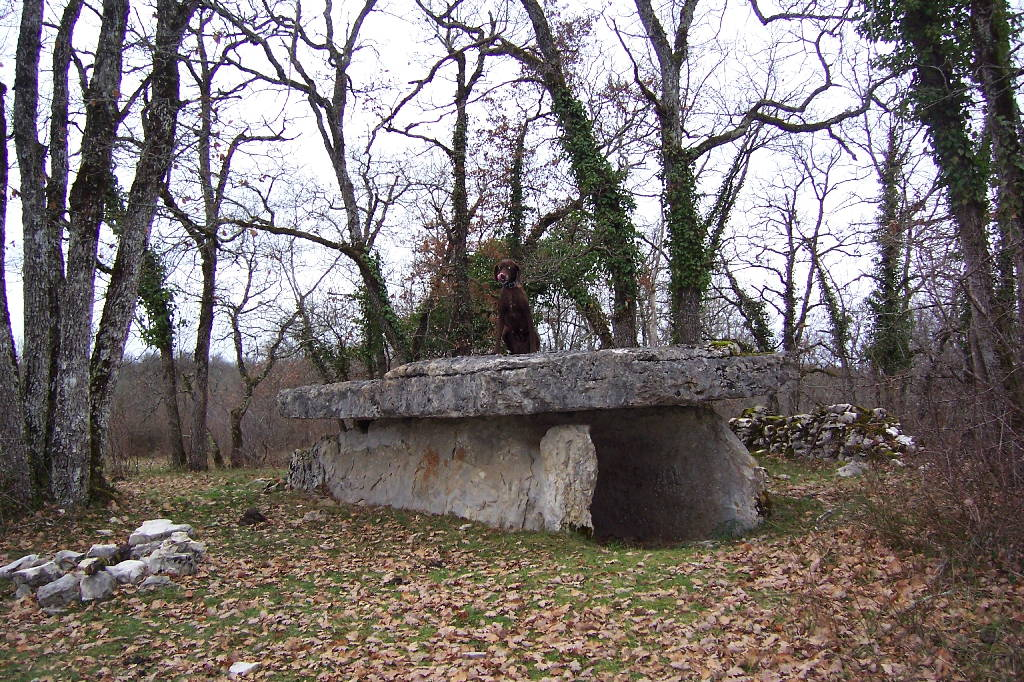
Dolmen Table de Roux
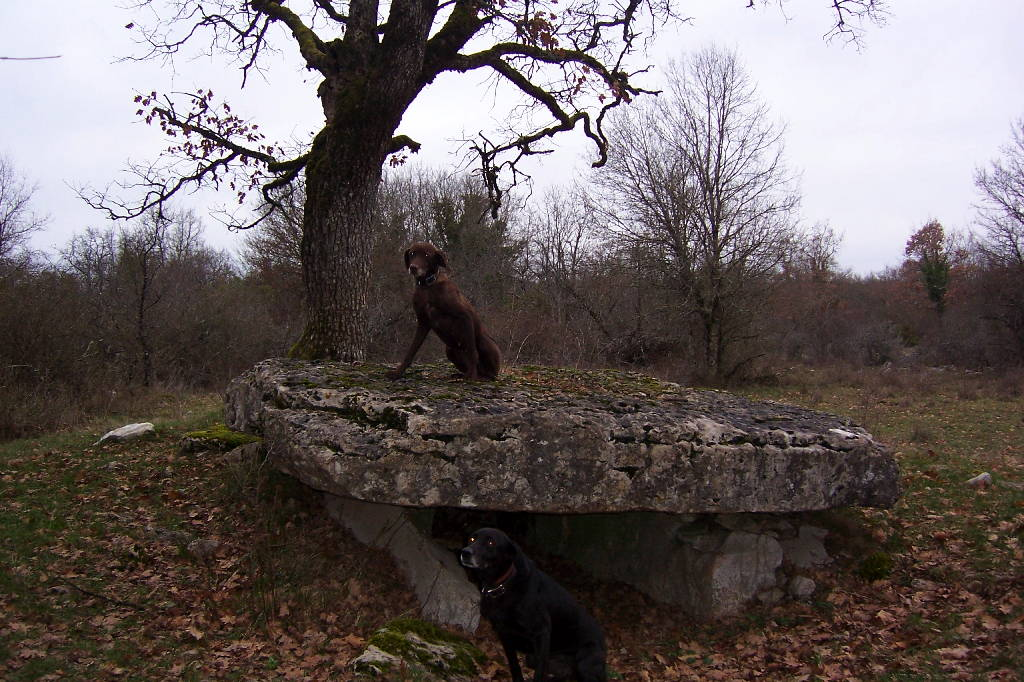
Dolmen Bois de Boeufs
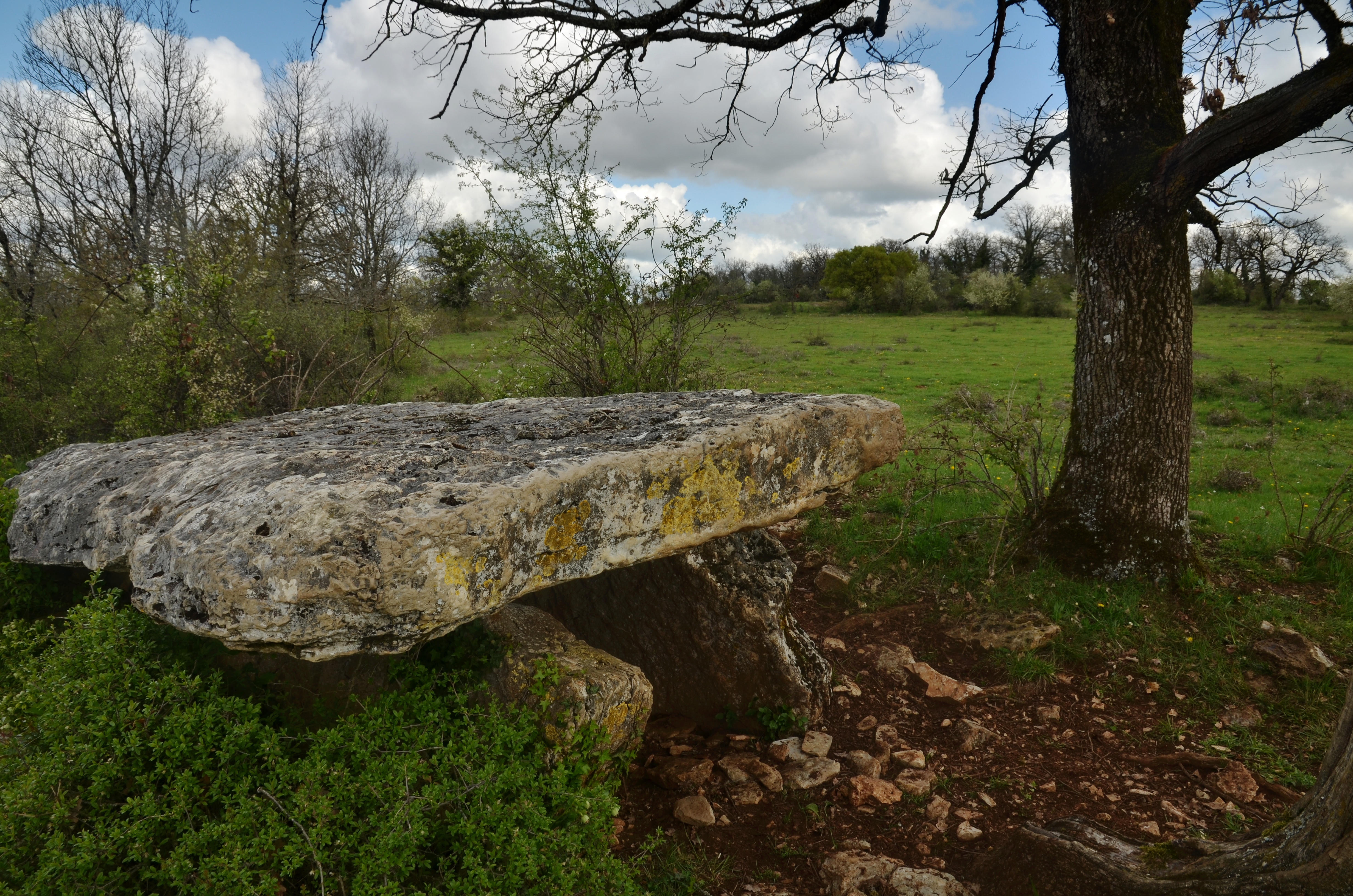
Dolmen du Champ de Belair
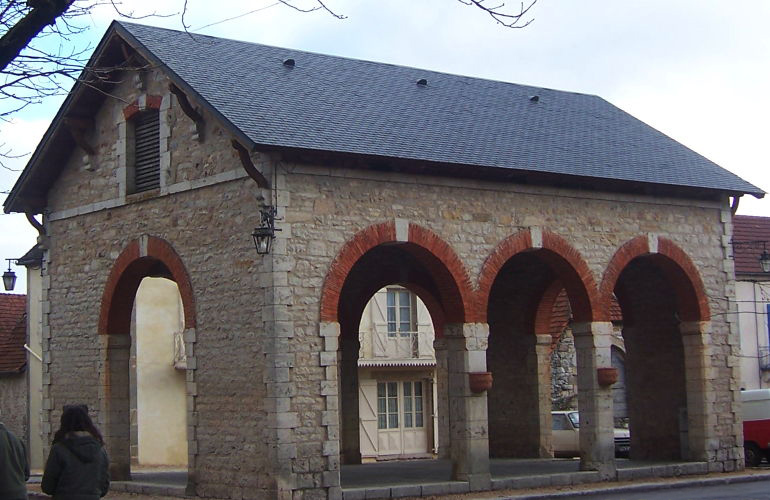
Markthalle (1884)